# Тулліо Ломбардо

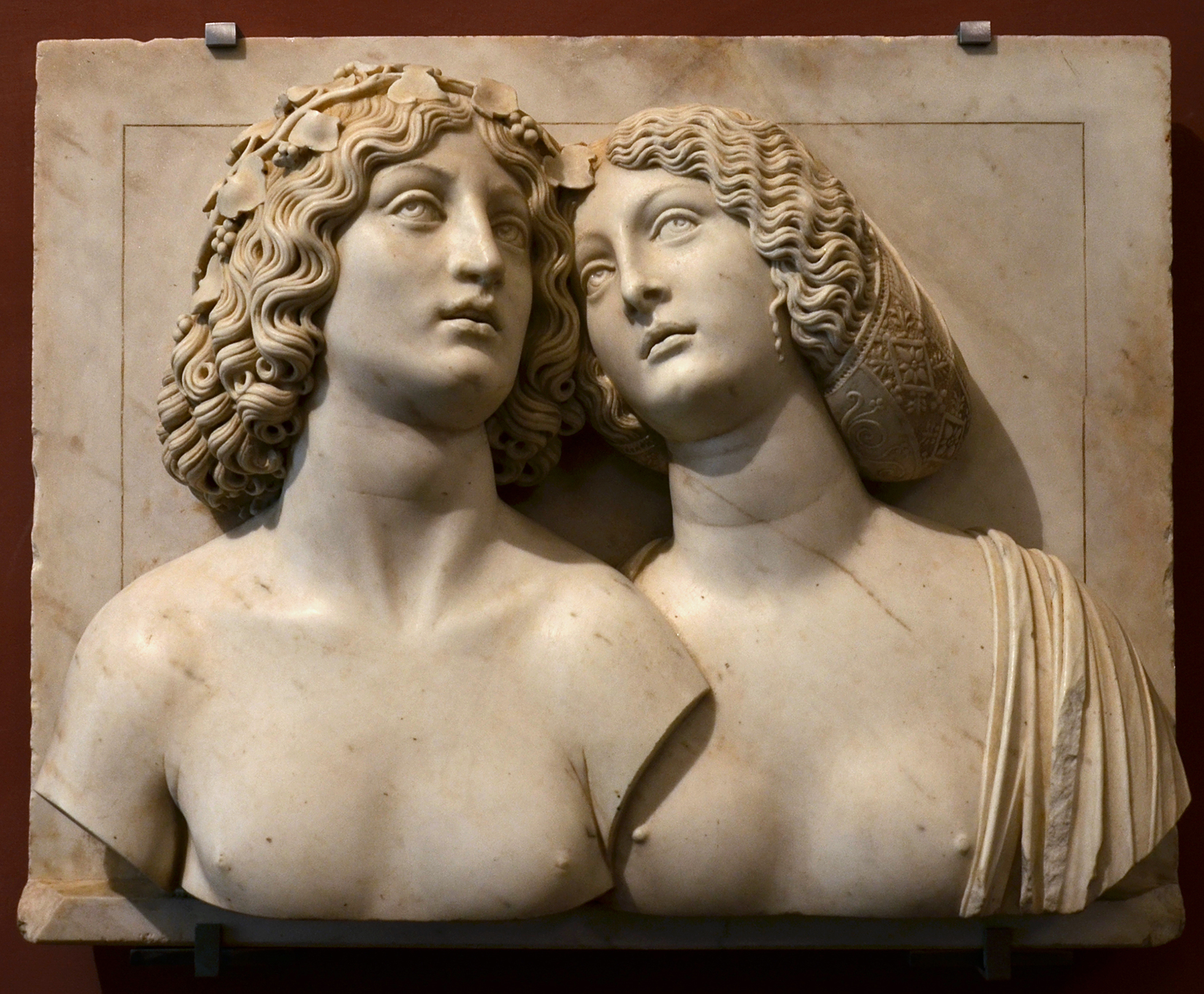
«Поет, що співає пісню своїй коханій» («Вакх та Аріадна»), близько 1505/1510. Музей історії мистецтв, Відень

Тулліо Ломбардо (італ. Tullio Lombardo; близько 1455, Ломбардія — 17 листопада 1532) — італійський скульптор, син архітектора і скульптора П'єтро Ломбардо (1435–1515), брат скульптора Антоніо Ломбардо (1458–1516).

## Біографія
Народився у Ломбардії, однак потім близько 1470/1475 року разом з батьком і братом переїхав до Венеції. Працював у Венеції в майстерні свого батька, а потім виконував приватні замовлення у Падуї і Равенні. Як і його брат Антоніо, Тулліо виявляв великий інтерес до античності, яка була притаманна культурі епохи Відродження наприкінці XV та на початку XVI століть. Особливо його майстерність проявилась у надгробних пам'ятниках, які він створив разом зі своїм братом Антоніо у Венеції, таких, як рельєф «Св. Марк хрестить новонавернених», скульптурний декор надгробків дожів П'єтро Моченіго (1476–1481) та Андреа Вендраміна (1493–1499) для собору святих Іоанна та Павла у Венеції.

## Творчість
Класика привертає увагу скульптора, вона стала рушійною силою його творчості. Типаж, жестикуляція, проробка волосся, характер розподілення складок одягу, що пластично обтікають тіло, утворюють свого роду антикізуючий напрямок Ломбардо. Він застосований у рельєфах фасаду Скуола-Гранде-ді-Сан-Марко — «Зціленні Ананії» та «Хрещенні Ананії» (після 1489). Антикізуючі композиції включені у простір, що йде вдалину. Чіткі пластичні структури — опуклі форми на передньому плані й профільні нариси у глибині — продовжуються у правильній і жорсткій побудові перспективи, що ясно сприймаються на відстані. Така сама манера характерна і для рельєфу «Коронування Марії» (близько 1500), що прикрашає вівтар каплиці Барнабо́ в церкві Сан-Джованні-Крізостомо. Однак, у найкращому своєму парному портреті (Ка' д'Оро, Венеція), скульптор підходить максимально близько до справжньої класики. Предмет зображення не ясний (алегорія, Вакх і Аріадна, аристократична пара, автопортрет з жінкою), але ймовірно, що ця імітація римського рельєфу для зібрання антиків для якогось венеціанського колекціонера.
Пізнім роботам скульптора притаманна стилістика епохи Високого Відродження, таких, як надгробок Гвідарелло Гвідареллі (близько 1520 року, Равенна, Академія мистецтв), рельєфи «Чудо з серцем скупого» і «Св. Антоній зцілює у юнака зламану ногу» (1525 рік, Падуя, базиліка Св. Антонія, вівтар Св. Антонія).